# 아크메네구

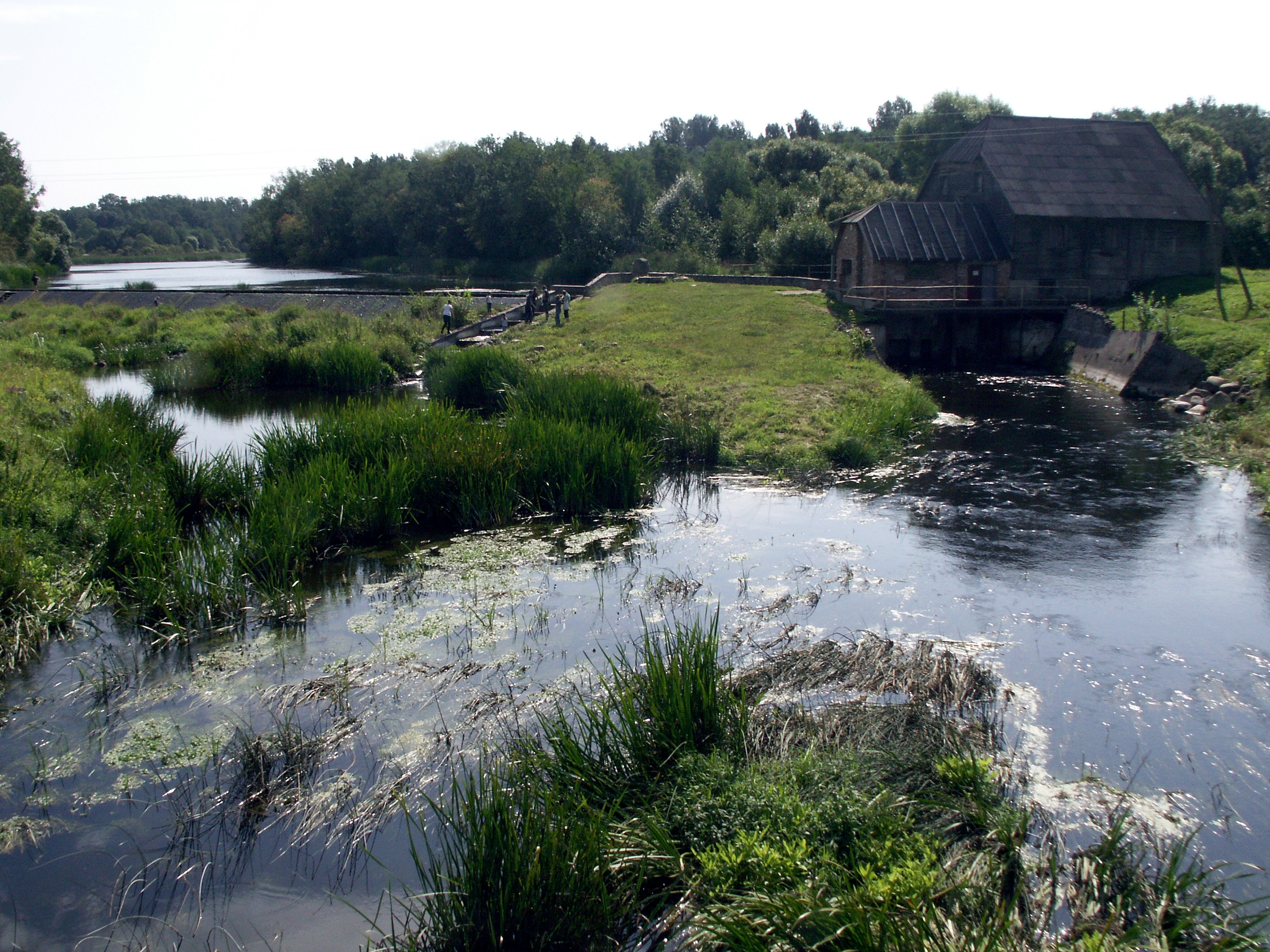
아크메네구 루디캬이에 위치한 수력 발전소

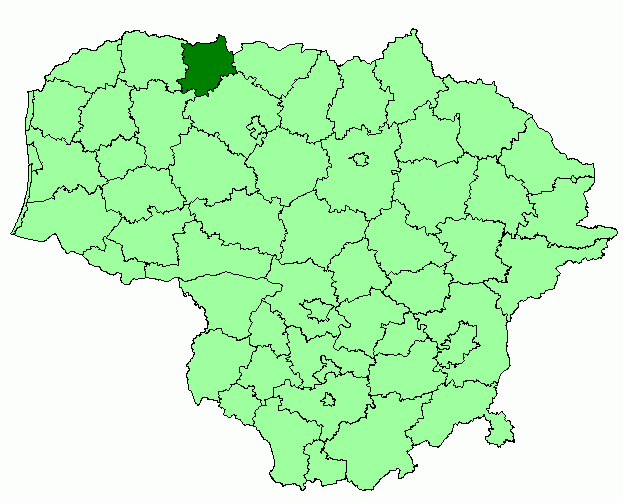
아크메네구의 위치

아크메네구(리투아니아어: Akmenės rajono savivaldybė)는 리투아니아 샤울랴이주를 구성하는 7개 지방 자치체 가운데 하나로 행정 중심지는 나우요이아크메네이며 면적은 844km2, 인구는 21,332명(2015년 기준), 인구 밀도는 25.3명/km2이다. 6개 장로구를 관할한다. 샤울랴이주 요니슈키스구, 샤울랴이구, 텔샤이주 텔샤이구, 마제이캬이구와 접하며 북쪽으로는 라트비아와 국경을 접한다.

지방 자치체 문장